# Primarflex
Die Primarflex war eine Mittelformat-Spiegelreflexkamera der Firma Curt Bentzin, Görlitz. Von 1935 bis 1953 wurden ca. 12.000 Exemplare in mehreren Varianten gebaut.
Der Firmengründer Curt Bentzin hatte schon vom Jahr 1889 an eine beeindruckende Reihe von Plattenkameras hergestellt. Die 1935 vorgestellte Primarflex erfreute sich bei ambitionierten Fotografen und bei der Fachpresse großer Beliebtheit. Für ihr innovatives Konzept wurde sie auf der Weltausstellung in Paris 1937 mit einer Goldmedaille ausgezeichnet. Der Philosophie des Hauses Bentzin entsprechend, war die Kamera sehr solide ausgeführt und dabei technisch anspruchsvoll. Mit ihrem relativ großen Bildformat und der Möglichkeit, Wechselobjektive einzusetzen, war sie für die Aufnahme entfernter Motive besonders geeignet. Ihr Design und ihr technisches Konzept waren Inspiration für moderne Mittelformatkameras, wie die Hasselblad, die Zenza Bronica und andere.

## Varianten
Es wurden mehrere Modellvarianten der Kamera hergestellt: drei Vorkriegsversionen und zwei Nachkriegsversionen. Alle Versionen hatten mehrere Unterversionen mit jeweils etwas anderem Aussehen, aber alle basierten auf dem ersten Vorkriegsmodell. Nach dem Krieg wurde besonders das Aussehen der Kamera modernisiert, bevor 1951 die letzte Modellversion erschien, deren Produktion im Jahr 1953 eingestellt wurde.
Die Vorkriegskameras  trugen den Namen Primarflex, ebenso die allerersten Nachkriegskameras. Die für den DDR-Markt produzierten Nachkriegs-Kameras trugen ab 1951 die Bezeichnung Primarflex II, während Kameras für den Export die Bezeichnung Primar-Reflex II trugen. Die Kamera wurde auch in den USA verkauft, dort unter dem Namen Astraflex II und in geringen Stückzahlen unter dem Namen Peerflex.
Nach dem Krieg wurde das Unternehmen verstaatlicht, mehrmals umstrukturiert und schließlich Teil des VEB Feinoptisches Werk Görlitz. Die rechte Seitenwand des Kamerakörpers wies daher über die Jahre hinweg verschiedene Herstellerbezeichnungen auf, bei den Vorkriegskameras: Curt Bentzin Görlitz, nach dem Krieg: Kamera Werke Görlitz bzw. Primar Kamera Werke Görlitz (mit oder ohne Zusatz: VEB) und zuletzt: Feinopt. Werk Görlitz. Zusätzlich war bei späteren Kameras der Firmenname Primar Görlitz in das Leder des Lichtschachtdeckels eingeprägt.

## Technik
Vom Design her war die Primarflex ein kompakter Würfel, dem vorne ein Objektiv hinzugefügt wurde. Von der Konstruktion her ähnelte die Primarflex den frühen, großformatigen Spiegelreflexkameras aus Holz, die Bentzin von 1905 an gebaut hatte.
Die frühen Primarflex-Kameras bestanden aus einem zentralen Korpus aus Leichtmetall mit Seitenteilen aus Holz. Spätere Modelle hatten einen Korpus, der komplett aus Leichtmetall gefertigt war. Sie waren rundum mit Saffian(=Ziegen)-Leder bezogen. Nach dem Spiegelreflex-Prinzip wurde das Motiv durch das Aufnahmeobjektiv auf die Mattscheibe geworfen und konnte dort in voller Größe betrachtet werden. Auf dem Lichtschachtdeckel war bei den frühen Modellen ein zusätzlicher Sportsucher mit Klapprahmen für verschiedene Brennweiten angebracht. Bei den Nachkriegsmodellen wurde dieser durch eine vereinfachte Konstruktion ersetzt. Zur Feineinstellung bei der Aufnahme befand sich im Lichtschacht eine eingebaute Lupe. Bei späteren Kameras war der Lichtschachtdeckel abnehmbar, so dass alternative Sucher montiert werden konnten. Diese Sucher wurden zwar angekündigt, aber nie produziert.
Die Kamera machte 6×6-cm-Aufnahmen auf 120er-Rollfilm, konnte aber auch mit Planfilm oder Platten geladen werden. Auf der rechten Kameraseite befanden sich die Hauptsteuerelemente. Die vier wichtigsten Operationen wurden mit einem großen Drehknopf ausgeführt: Der Verschluss wurde gespannt, der Film in der Länge eines Bildes transportiert, der Filmzähler auf die nächste Nummer umgeschaltet und der Spiegel in die Aufnahmeposition gebracht – dies alles mit einer einzigen Drehung des zentralen Knopfes. Der Verschluss bot Zeiten von 1 bis 1/1000-Sekunde, plus B und T. Bei den letzten produzierten ca. 800 Kameras wurde die kürzeste Verschlusszeit auf eine realistischere 1/500-Sekunde korrigiert. Es gab einen Selbstauslöser. Der Spiegel konnte manuell, ohne den Verschluss spannen zu müssen, durch einen Knopf in Aufnahmeposition gebracht werden.

## Objektive
Die Primarflex war für Wechselobjektive ausgelegt. Die Kamera verfügte über einen großen Objektivanschluss mit 70 mm Durchmesser. Bei den ersten Modellen war dies ein Schraubanschluss; dieser wurde im Jahr 1939, ab dem dritten Vorkriegsmodell, zu einem unterbrochenen Schraubanschluss (der wie ein Bajonett funktioniert) geändert.
Für die Kamera wurde eine große Anzahl von hochwertigen Objektiven mit Brennweiten von 8 cm bis 50 cm hergestellt. Die bekannten deutschen Hersteller Meyer und Zeiss produzierten Objektive für die Primarflex, daneben gab es auch Objektive der Firmen Arnz, Astro, Kilfitt, Novoflex, Piesker, Rodenstock und Schneider. Andere Objektive kamen von verschiedenen Herstellern in Frankreich (Berthiot, Boyer, Krauss) und England (Dallmeyer, Ross, Taylor Hobson). Alle diese Objektive konnten leicht gewechselt und sowohl bei frühen als auch bei späten Modellen verwendet werden.